# Gloriana (Band)
Gloriana war eine US-amerikanische Country-Band aus Nashville.

## Bandgeschichte
Die beiden Brüder Tom und Mike Gossin stammen aus Utica. Als Kinder lernten sie Klavier und Gitarre und während der Schulzeit spielten sie in verschiedenen Bands. Tom nahm ein Musikstudium an der University of North Carolina in Wilmington auf und war dann als Solosänger unterwegs. Mike folgte ihm nach einiger Zeit nach Wilmington, wo er erst in einer Band, später mit Tom und ihrem älteren Bruder Steve und schließlich mit Tom als Duo auftrat.
Zusammen gingen sie schließlich nach Nashville, wo sie Rachel Reinert trafen. Reinert, geboren in Florida und aufgewachsen in Georgia, besuchte eine musische Schule in Santa Ana, wo ihre Songschreibertalente entdeckt wurden. Mit 15 Jahren bekam sie bereits einen Vertrag in Nashville, wo sie sich später auch niederließ.
Cheyenne Kimball (* 27. Juli 1990 in Frisco) wuchs in Texas auf und nahm 2003 am landesweiten Kinderwettbewerb America's Most Talented Kid des Fernsehsenders NBC teil und war Siegerin der 1. Staffel. Danach veröffentlichte sie ein Album, trat US-weit auf und bekam eine eigene Show bei MTV. Mit 17 zog sie nach Nashville. Dort entdeckte sie das Trio bei einem Auftritt, und zu viert gründeten sie die Band Gloriana.
Sie bewarben sich beim neuen Label des bekannten Produzenten Matt Serletic, der sie unter Vertrag nahm und ihr erstes Album produzierte. Ihre Debütsingle Wild at Heart schaffte es Mitte 2009 in den US-Country-Charts bis auf Platz 15. Ihr Debütalbum, das den Bandnamen trägt, erschien im August und stieg auf Platz 3 der Albumcharts ein.
Im Juli 2011 wurde bekannt, dass Cheyenne Kimball die Gruppe verlassen hat. Anfang 2016 verließ auch Rachel Reinert die Band. Mit dem Weggang Reinerts beschlossen die Brüder Mike und Tom die Band aufzulösen.

## Diskografie
Alben
- Gloriana (2009)
- A Thousand Miles Left Behind (2012)
- Three (2015)

Singles
- Wild at Heart (2009)
- How Far Do You Wanna Go? (2009)
- The World Is Ours Tonight (2010)
- Wanna Take You Home (2011)
- (Kissed You) Good Night (2012)
- Can’t Shake You (2013)